# Лютик золотистый
Лю́тик золоти́стый (лат. Ranúnculus aurícomus) — многолетнее травянистое растение; вид рода Лютик (Ranunculus) семейства Лютиковые (Ranunculaceae). Ядовит.

## Ботаническое описание

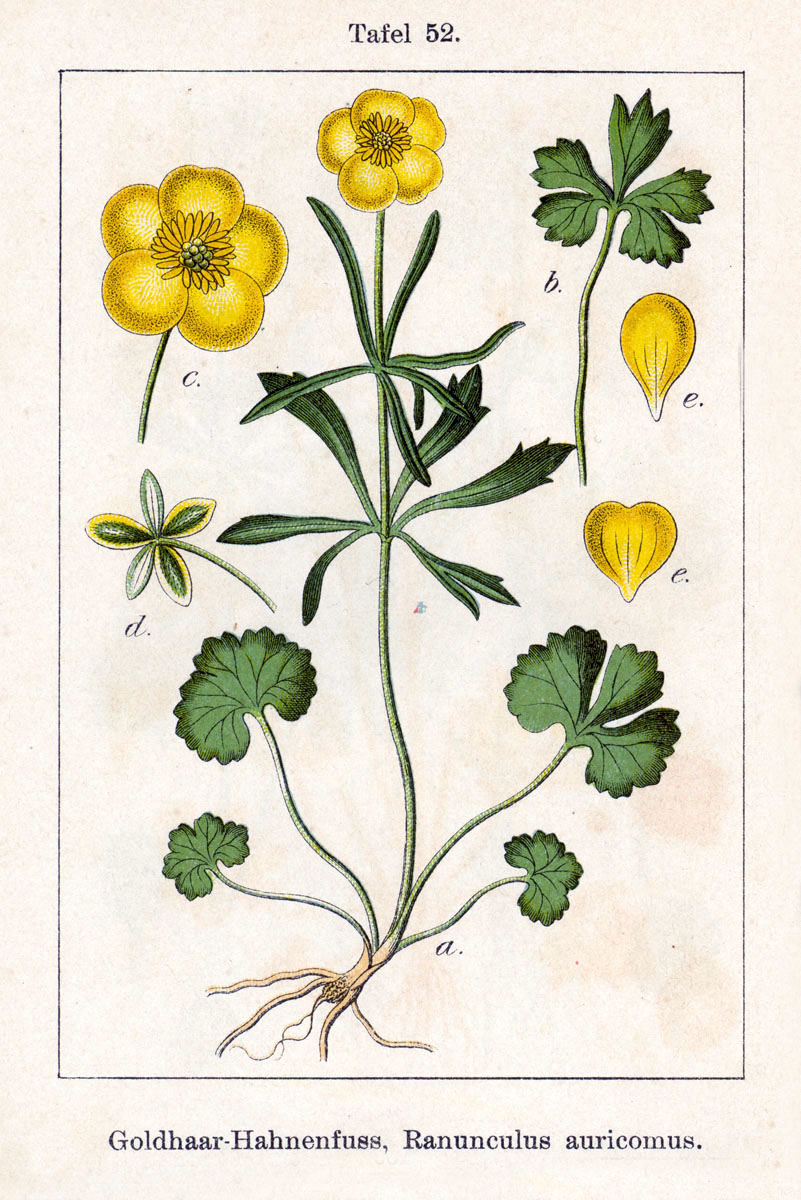

Стебель до 40 см высотой, прямостоячий, почти голый.
Первичный корень отмирает в раннем возрасте. Вторичные корни отходят в виде пучка от короткого (0,5—0,7 см длины) корневища и проникают до глубины 2—15 см, распространяясь в стороны на 20—33 см. Имеет эндотрофную и эктоэндотрофную микоризу на корнях всех порядков.
Прикорневые листья длинночерешковые, округло-почковидные, 3—5-раздельные, с клиновидными сегментами. Стеблевые листья сидячие, пальчаторассечённые.
Цветки мелкие, яркие, лепестки обратнояйцевидные, чашечка опушенная.
Плод — опушенная односеменная листовка.
Цветёт с апреля по июнь.
Размножается семенами. Средняя семенная продуктивность варьируется на различных типах лугов в пределах от 11 до 143.

## Распространение и экология
Распространён в европейской части России.
Произрастает на суходольных, низменных и поемных лугах, а также в разряженных лиственных лесах. На некоторых типах лугов является одним из преобладающих растений и образует с весны до 10—15 % от общей массы травостоев.
Лучше всего произрастает на почвах с обеспеченным по сезону и устойчивым по годам увлажнением. Выносит короткое затопление и небольшое заиление. Произрастает на почвах различной кислотности — от 4,5 до 7,5 pH и различного богатства питательными элементами.

## Хозяйственное значение и использование
Алтайским маралом (Cervus elaphus sibiricus) поедается плохо. Цветки поедаются рябчиком (Tetrastes bonasia). Крупным рогатым скотом не поедается или поедается плохо. Овцами и козами поедается лучше. В сене вместе с другими травами удовлетворительно. Корни поедаются свиньями. На Северном Урале охотно поедается северным оленем (Rangifer tarandus). На Кольском полуострове плохо.

## Классификация

### Таксономия
Ranunculus auricomus L., 1753, Sp. Pl. : 551
Вид Лютик золотистый относится к роду Лютик (Ranunculus) семейства Лютиковые (Ranunculaceae) порядка Лютикоцветные (Ranunculales). Таксономическая схема в соответствии с Системой APG IV по состоянию на июнь 2024 года:
|  |                                      |  |                                   |                                   |                     |  | ещё 6 семейств | ещё 6 семейств |                      |  |  |  | еще 1 615 подтвержденных видов и 480 видов, ожидающих подтверждения |
|  |                                      |  |                                   |                                   |                     |  | ещё 6 семейств | ещё 6 семейств |                      |  |  |  | еще 1 615 подтвержденных видов и 480 видов, ожидающих подтверждения |
|  |                                      |  |                                   | порядок Лютикоцветные             |                     |  |                |                | род Лютик            |  |  |  |                                                                     |
|  |                                      |  |                                   | порядок Лютикоцветные             |                     |  |                |                | род Лютик            |  |  |  |                                                                     |
|  | отдел Цветковые, или Покрытосеменные |  |                                   |                                   | семейство Лютиковые |  |                |                | вид Лютик золотистый |  |  |  |                                                                     |
|  | отдел Цветковые, или Покрытосеменные |  |                                   |                                   | семейство Лютиковые |  |                |                |                      |  |  |  |                                                                     |
|  |                                      |  | ещё 63 порядка цветковых растений | ещё 63 порядка цветковых растений |                     |  |                | ещё 53 рода    | ещё 53 рода          |  |  |  |                                                                     |
|  |                                      |  |                                   | ещё 63 порядка цветковых растений |                     |  |                |                | ещё 53 рода          |  |  |  |                                                                     |

### Синонимы
- Ranunculastrum auricomum Fourr.
- Ranunculus auricomus subsp. boecheri Fagerstr. & G.Kvist
- Ranunculus auricomus subsp. glabratus (Lynge) Fagerstr. & G.Kvist
- Ranunculus glabratus (Lynge) Ericsson
- Ranunculus obtusulus Markl.